# Guardisén
Guardisén (en árabe: إورديجن بني بلعيز‎, en francés: Iouerdijène) es una localidad marroquí perteneciente al municipio de Iyarmaguas, en la región de Tánger-Tetuán-Alhucemas. Desde 1912 hasta 1956 perteneció a la zona norte del Protectorado español de Marruecos.